# Antonius Abtkerk (Reek)
De Antonius Abtkerk is een rooms-katholieke kerk in de Nederlandse plaats Reek. De kerk is gewijd aan Antonius van Egypte. 
Reek kent in de geschiedenis een verloop van diverse kerken. Uit documenten blijkt dat Reek in 1455 reeds een kapel had, gewijd aan Donatus van Münstereifel. In de 16e eeuw is in Reek een kerk gebouwd gewijd aan zowel Donatus als Antonius van Egypte. Deze wordt eind 18e eeuw gesloopt om in 1803 vervangen te worden door een nieuwe kerk. Deze kerk blijft ruim een eeuw staan en kreeg in 1845 een Smits-orgel cadeau. 
Begin 20e eeuw kwam een nieuwe pastoor in Reek die de kerk wilde vervangen, omdat hij deze te klein en bouwvallig vond. Dit was tegen de zin van de burgemeester van destijds, de heer Smits, die zich ook verzet heeft. Hij kreeg steun van andere notabelen in het dorp, waaronder de orgelbouwersfamilie Smits. Eveneens werd aan monumentenzorg gevraagd naar de waarde van de kerk, welke een positief beantwoord werd. De pastoor kreeg echter toestemming van het bisdom om de oude kerk te slopen, waarop een nieuwe kerk in de jaren 1923-1925 werd gebouwd. Bij de sloop ging ook het Smits-orgel verloren. De architect van de nieuwe kerk was Caspar Franssen die zijn ontwerp van de Sint-Urbanuskerk uit 1912 in Belfeld grotendeels overnam en zo een driebeukige basiliek liet bouwen met klokkentoren. De bouwstijl is traditioneel met neoromaanse elementen. In de kerktoren is een Heilig Hartbeeld verwerkt.
De kerk geldt als bedevaartplaats voor Donatus. Er zijn twee relikwieën aanwezig van het gebeente van Donatus en de Udense houtsnijder Petrus Verhoeven heeft een beeld van hem gemaakt. Er waren in het verleden diverse Donatusfeesten in Reek.
De kerk is in 2002 aangewezen als rijksmonument.

## Galerij

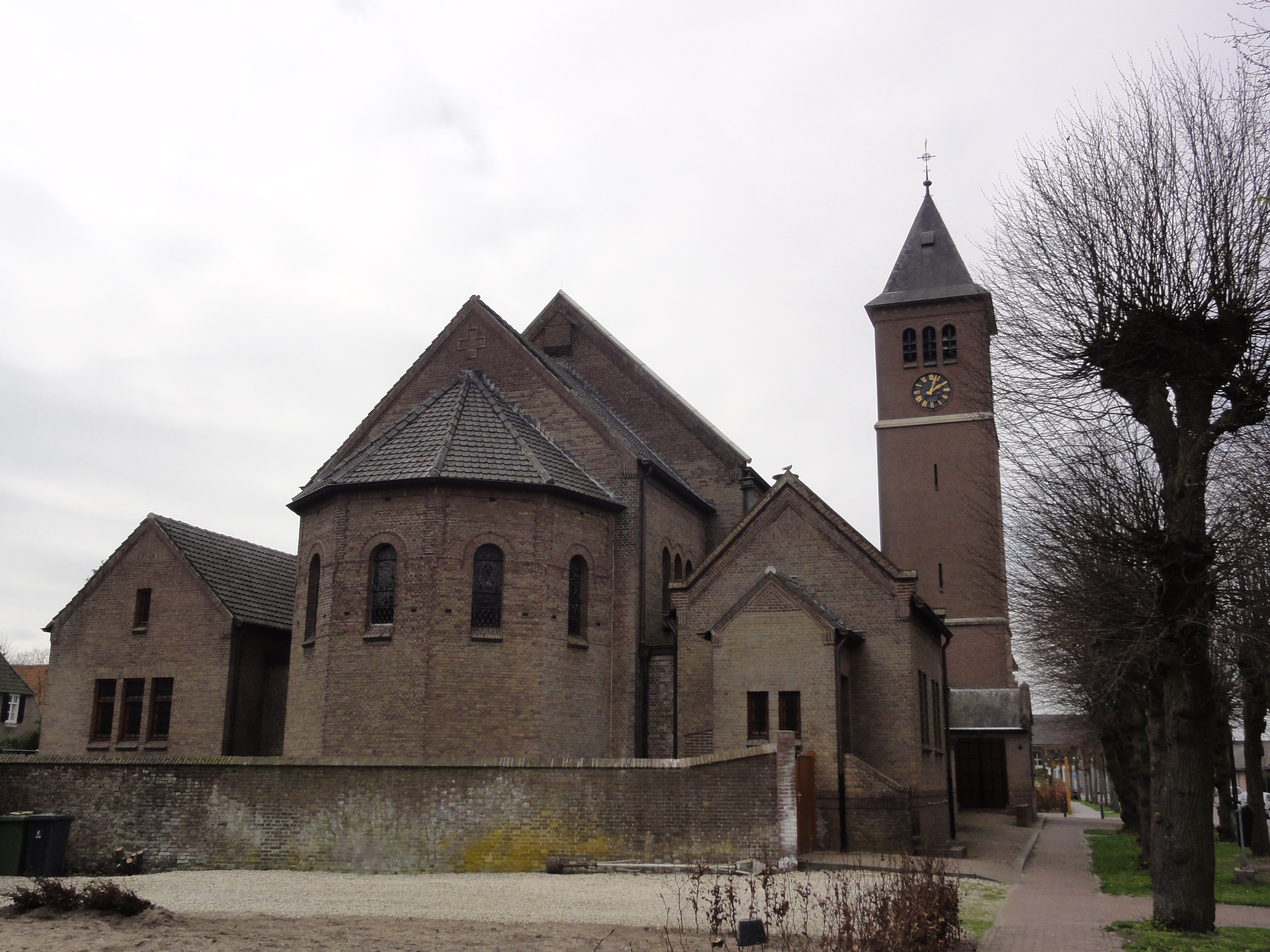
Achterzijde
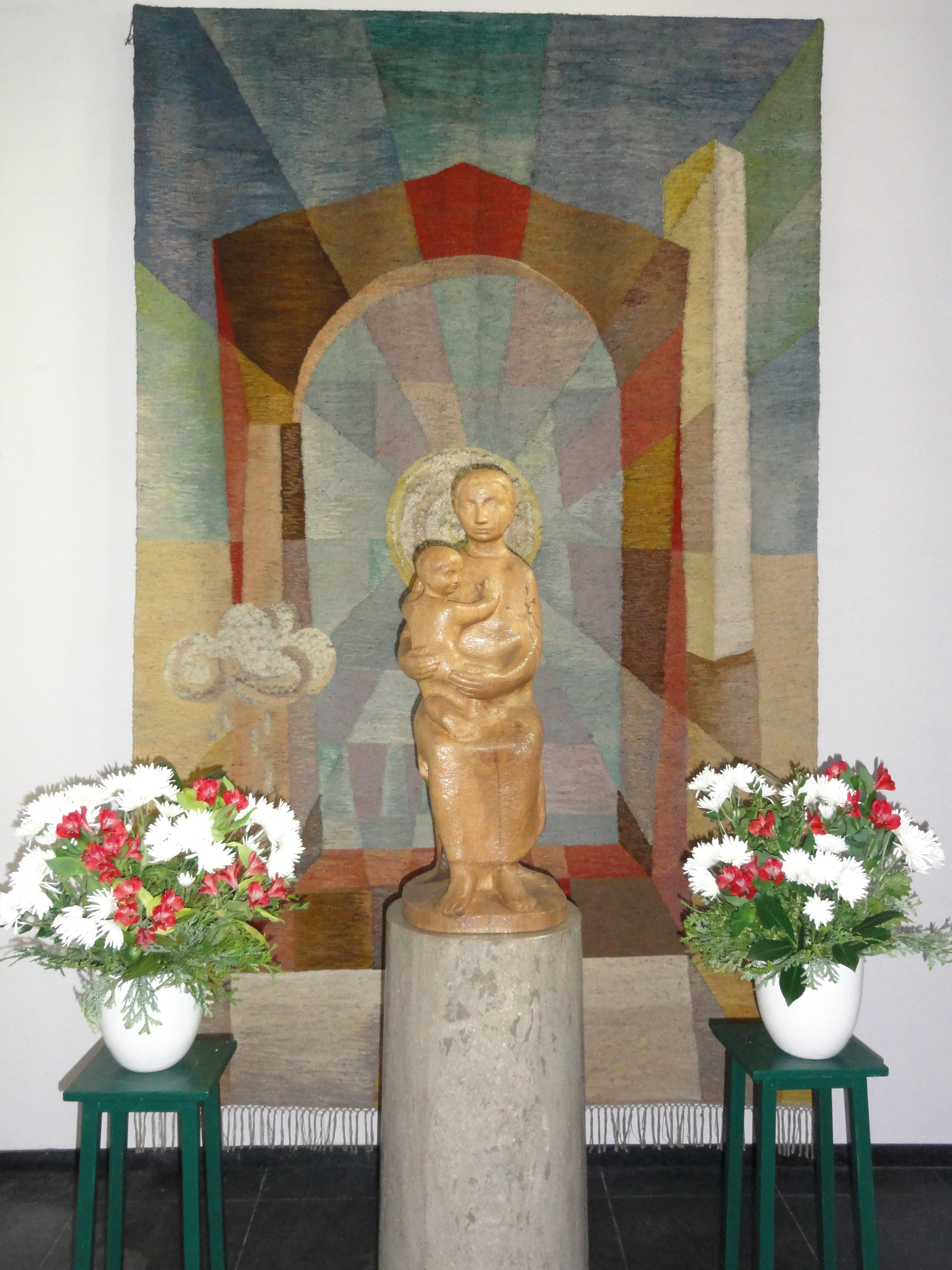
Madonna met kind
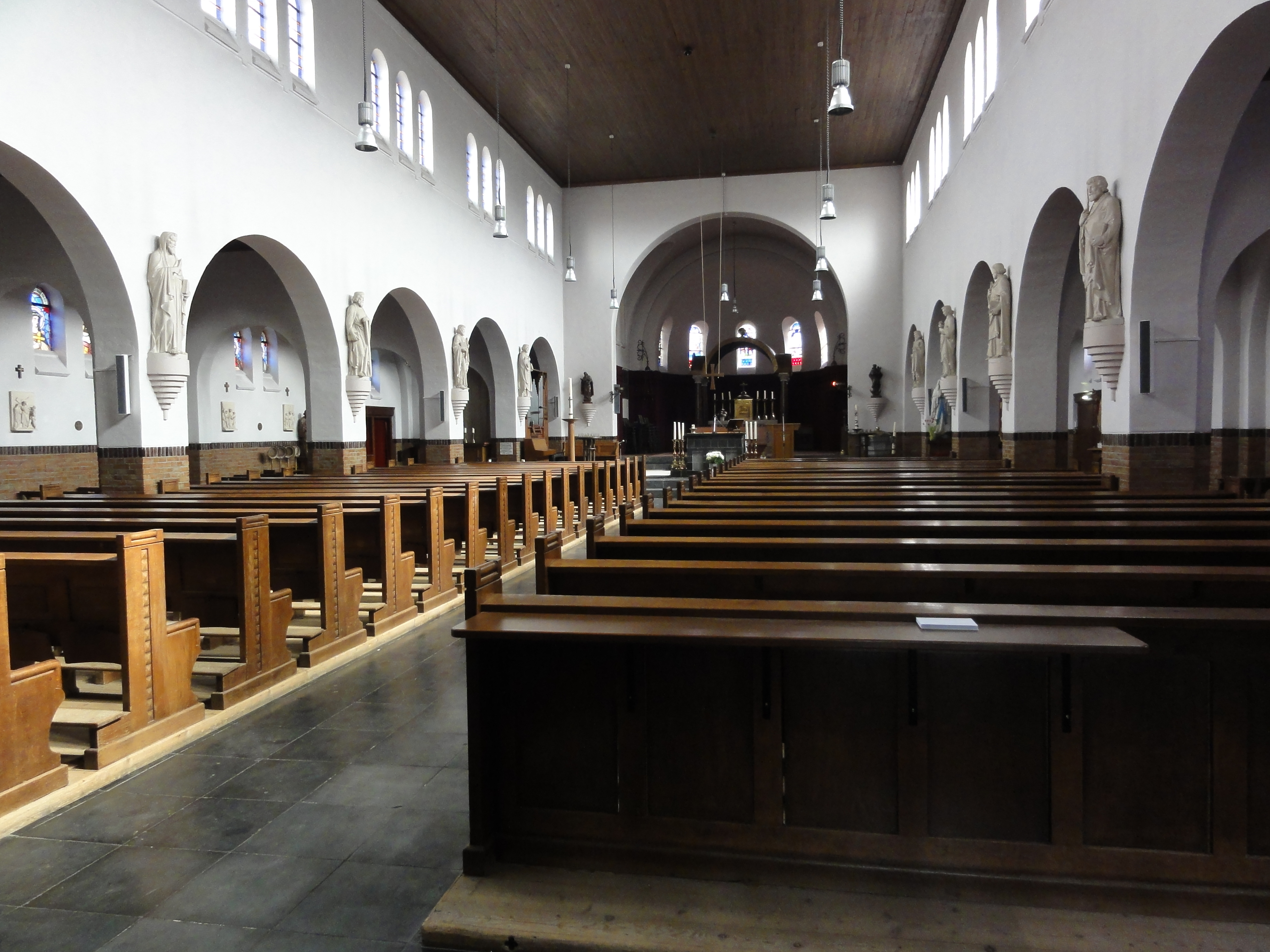
Interieur
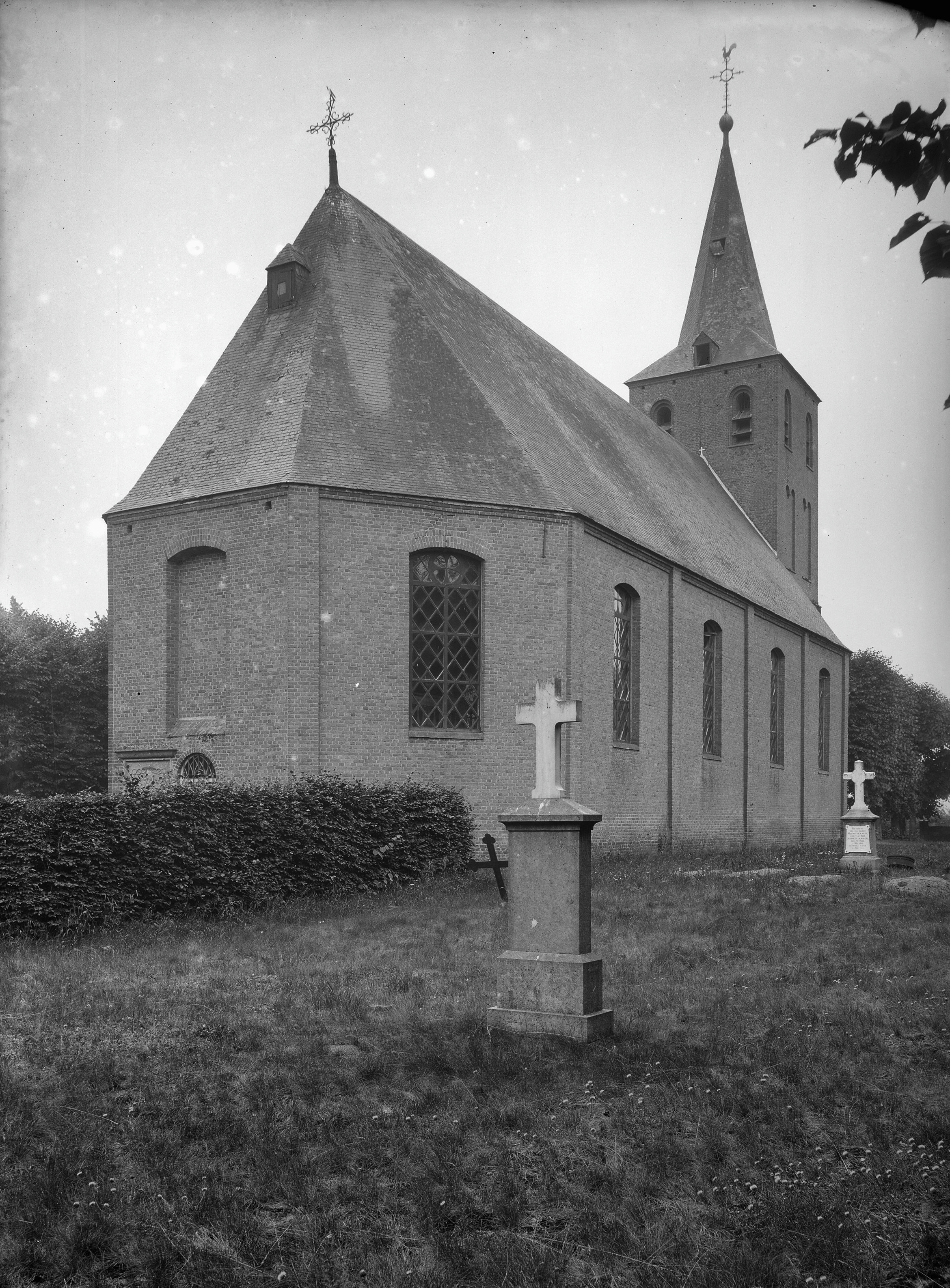
Voormalige kerk in 1924 die in 1926 gesloopt is